# Дроздов, Михаил Иванович
Михаил Иванович Дроздов — советский хозяйственный, государственный и политический деятель.

## Биография
Родился в 1917 году. Член КПСС.
С 1939 года — на хозяйственной, общественной и политической работе. В 1939—1987 гг. — в Главвладивостокрыбпроме, в командировке в США, главный инженер, начальник Главприморрыбпрома, первый заместитель начальника, главный инженер Главдальвостокрыбпрома, начальник Главного управления рыбной промышленности Дальневосточного бассейна «Дальрыба», начальник Главного Управления Министерства рыбной промышленности СССР.
За создание плавучих рыбоконсервных заводов типа «Кораблестроитель Клопотов» проекта 398, организацию их серийной постройки и внедрение в эксплуатацию в составе коллектива удостоен Государственной премии СССР в области техники 1974 года.
Избирался депутатом Верховного Совета РСФСР 7-го созыва.
Умер в 1987 году в Москве.